# Afonso Cunha
Afonso Cunha è un comune del Brasile nello Stato del Maranhão, parte della mesoregione del Leste Maranhense e della microregione di Coelho Neto.